# Идентичность и демократия
Идентичность и демократия (англ. Identity and Democracy; фр. Identité et démocratie, ID) — правая и ультраправая фракция Европейского парламента, основанная 13 июня 2019 года на девятом сроке полномочий Европейского парламента. В её состав входят националистические, правопопулистские и евроскептические национальные партии из десяти европейских стран. ИД — преемник группы «Европа наций и свобод», сформированной в течение восьмого срока.

## История
В апреле 2019 года Датская народная партия и Истинные финны (в то время члены Европейских консерваторов и реформистов) объявили о намерении сформировать новую фракцию с «Альтернативой для Германии», ранее входившей в группы ЕКР, ЕНС и ЕСПД, и Лигой Севера. после выборов 2019 г. Представитель АдГ Йорг Мойтен появился вместе с лидером Северной лиги Маттео Сальвини, чтобы официально объявить о формировании нового европейского политического союза с Партией финнов и Датской народной партией, который был предварительно назван Европейским альянсом за народ и нации.
12 июня 2019 года было объявлено, что фракция будет называться «Идентичность и демократия» (ID), в неё в качестве партий-членов будут входить итальянская Лига за Премьера Сальвини (LSP), Французское Национальное объединение (RN) и «Альтернатива для Германии». ID — прямой преемник Европы Наций и свобод (ENF). Партия финнов также присоединилась к фракции. Член Европарламента от Лиги севера Марко Занни был объявлен председателем новой фракции. Фракция, состоявшая на тот момент из 73 депутатов Европарламента, была создана в Брюсселе лидером RN Марин Ле Пен 13 июня 2019 года. Она была расширена за счет включения бывших членов ENF Фламандского интереса и Австрийской партии свободы, а также новой партии Свободы и прямой демократии (СПД) из Чешской Республики и Консервативной народной партии Эстонии.
Голландская партия свободы (PVV) не смогла получить ни одного места на выборах; однако она получила одно место в результате распределения мест после Брекзита. Лидер партии Герт Вилдерс заявил о своем намерении, как только произойдет Brexit, согласовать PVV с ID при условии, что распределение после Brexit будет подтверждено Европейским советом.

## Идеология
Фракция перечисляет свои основные приоритеты как защита европейского культурного наследия и суверенитета европейских наций, создание рабочих мест и рост, повышение безопасности, прекращение нелегальной иммиграции, регулирование легальной иммиграции, борьба с бюрократией ЕС и предотвращение того, что она называет потенциальной исламизацией Европы. «Идентичность и демократия» также выступает против возможного вступления Турции в Евросоюз. Фракция призывает к Европе, основанной на сотрудничестве и дальнейших реформах ЕС за счет «большей прозрачности и подотчетности» в Брюсселе, но отвергает любую дальнейшую эволюцию в сторону европейского сверхгосударства. Политические обозреватели по-разному описывали «Идентичность и демократию» как националистическую, правую популистскую и евроскептическую, хотя фракция подчеркивает себя как суверенистскую, а не как «антиевропейскую».

## Члены фракции

У фракции «Идентичность и демократия» есть депутаты Европарламента в 10 странах-членах. Темно-синий цвет указывает на государства-члены, отправляющие несколько депутатов Европарламента, светло-синий цвет указывает на государства-члены, отправляющие одного депутата Европарламента.

### 9-й Европейский парламент
| Страна           | Национальная партия                                                             | Европейские партии        | депутаты Европарламента |
| ---------------- | ------------------------------------------------------------------------------- | ------------------------- | ----------------------- |
| Австрия          | Партия свободы Австрии Freiheitliche Partei Österreichs (FPÖ)                   | Идентичность и демократия | 3 из 19                 |
| Бельгия          | Фламандский интерес Vlaams Belang (ВБ)                                          | Идентичность и демократия | 3 из 21                 |
| Германия         | Альтернатива для Германии Alternative für Deutschland (АдГ)                     | Идентичность и демократия | 9 из 96                 |
| Дания            | Датская народная партия Dansk Folkeparti (ДФ)                                   | Нет                       | 1 из 14                 |
| Италия           | Лига Lega                                                                       | Идентичность и демократия | 23 из 76                |
| Франция          | Национальное объединение Rassemblement national (РН)                            | Идентичность и демократия | 18 из 79                |
| Чехия            | Свобода и прямая демократия Svoboda a přímá demokracie (СПД)                    | Идентичность и демократия | 2 из 21                 |
| Эстония          | Консервативная народная партия Эстонии Eesti Konservatiivne Rahvaerakond (ЭКРЕ) | Идентичность и демократия | 1 из 7                  |
| Европейский союз | Итого:                                                                          | Итого:                    | 60 из 705               |

### Бывшие члены
| Страна    | Национальная партия                  | Европейские партии | Новая группа                          | депутаты Европарламента |
| --------- | ------------------------------------ | ------------------ | ------------------------------------- | ----------------------- |
| Финляндия | Истинные финны Perussuomalaiset (ПС) | нет                | Европейские консерваторы и реформисты | 2 из 14                 |

## Руководство
- Председатель: Марко Занни